# Emil Thuy
Emil Thuy (Hagen, 11 marzo 1894 – Smolensk, 11 giugno 1930) è stato un aviatore e ufficiale tedesco, asso dell'aviazione tedesca della prima guerra mondiale, accreditato di 35 vittorie e decorato con la Croce di Cavaliere dell'Ordine di Hohenzollern con spade e la Croce di Cavaliere dell'Ordine Pour le Mérite.

## Biografia
Nacque a Hagen l’11 marzo 1894, figlio del proprietario di una fabbrica, e fin dalla giovinezza si interessò al mondo dell’aviazione costruendo modelli di aerei e collaudando un aliante autocostruito. 
Dopo aver terminato gli studi secondari lavorò brevemente nella miniera di carbone "Zeche Alte Haase" di Hattingen per poi iscriversi al semestre invernale 1913-1914 presso la facoltà di mineralogia dell‘Università Tecnica di Clausthal.
Nell’agosto del 1914 scoppiò la prima guerra mondiale e si arruolò come pioniere sul fronte occidentale, e dopo un addestramento basico di sole sei settimane venne mandato in combattimento in forza al 3º Reggimento pionieri "Rheinland". Nel novembre dello stesso anno rimase gravemente ferito, tanto da essere considerato non idoneo per proseguire il servizio militare.
Una volta ristabilitosi si offrì volontario per entrare nella Luftstreitkräfte, e una volta ammesso conseguì il brevetto di pilota sul campo d’aviazione di Berlino-Adlershof e quello di pilota militare a Berlino-Johannisthal. 
Dopo un breve corso presso la Flieger-Erzatzabteilung di Böblingen il 10 luglio 1915 fu assegnato come Unteroffizier alla Fliegerabteilung (FFA) 53, un'unità da ricognizione destinata a guidare il fuoco diretto dell’artiglieria dall'aria, di stanza a Rethel. Nonostante volasse a bordo di un aereo biposto poco adatto al combattimento aereo, conseguì la sua prima vittoria l'8 settembre 1915, e il 10 novembre fu insignito della Croce di Ferro di prima classe venendo promosso Vizefeldwebel il mese successivo.
Il 1º novembre 1916 lasciò il reparto per conseguire, dopo un corso di 18 giorni, il brevetto di pilota da caccia entrando quindi in servizio presso la Jagdstaffel 21, equipaggiata con gli Albatros il 28 gennaio 1917. Promosso tenente (sottotenente) della riserva il 27 marzo, il 16 aprile successivo conseguì la sua seconda vittoria, arrivando a 14 quando il 26 settembre fu trasferito presso la Jagdstaffel 28w (w = Königlich-württembergisch) operante nel settore della 4. Armée. Tale reparto aveva perso i precedenti due comandanti, l’Hauptmann Otto Hartmann e l'Oberleutnant Werner Jahns, rimasti uccisi in azione nel mese di agosto. Il 24 settembre conseguì la sua prima vittoria presso il nuovo reparto.

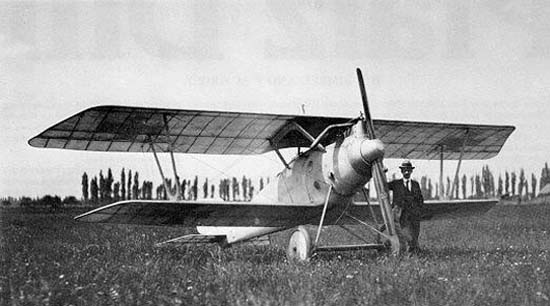
Il prototipo del Pfalz D.III ripreso nell'aprile 1917. Su questo tipo di velivolo Emil Thuy conseguì numerose vittorie.

Rimasto ferito in un incidente il 2 febbraio 1918, già il giorno 20 venne dimesso dall'ospedale e rientrò in servizio. Il 30 giugno fu insignito della "Blue Max" e in questo periodo cambiò il proprio velivolo Pfalz D.III con un Fokker D.VII. Nel mese di luglio assunse il comando della neocostituita Jagdgruppe 7 e concluse la guerra conseguendo una doppietta il 14 ottobre 1918. Al termine del conflitto riprese gli studi, e dopo aver conseguito la laurea di ingegnere metallurgico, affiancò il padre nella fabbrica di famiglia di Hagen. Dopo aver scritto alcuni articoli sull'aviazione sul lato ricevette un'offerta dalla ditta Siemens-Schuckert per divenire "consulente tecnico" prezzo l’aviazione militare finlandese.
Divenne membro di un'organizzazione paramilitare composta da veterani nota come Stahlhelm, Bund der Frontsoldaten, che era il braccio armato del Partito Popolare Nazionale Tedesco e fu attivo nella resistenza all'occupazione francese e belga della regione della Ruhr. 
Si trasferì in Finlandia nei primi mesi del 1923 con il grado di Oberleutnant, divenendo responsabile del dipartimento di artiglieria aerea presso la Scuola di volo dell’aeronautica militare fino alla sua partenza per rientrare in Germania, 16 agosto 1924.
In base al trattato di Versailles la Germania non poteva disporre di una propria aeronautica militare, e per aggirare il problema nel 1924 fu realizzata in segreto una base addestrativa (Kampffliegerschule Lipezk) in Unione Sovietica, a Lipeck. Accettata l’offerta di prestare servizio nella nuova base si trasferì in Unione Sovietica  e lì, l'11 giugno 1930,  trovò la morte mentre volava da Mosca a Berlino. Il suo aereo, un ricognitore Albatros L 76 che stava testando in volo precipitò per un guasto nelle vicinanze di Smolensk. 
La salma fu sepolta all’Invalidenfriedhof di Berlino.

### Annotazioni
1. ↑  Lo JG 7 era formato dalle Jagdstaffel 28w, 33, 57 e 58, ma rimase contemporaneamente al comando anche della Jagdstaffel 28w .

### Fonti
1. 1 2 3 4 5 6 7 8 9 10 11 12 13 14 15  Franks, Bailey, Guest 1993, p. 216.
2. 1 2 3 4 5   Emil Thuy, su theaerodrome.com. URL consultato il 26 luglio 2015.
3. 1 2  Franks, VanWyngarden, Holmes 2004, p. 34.
4. 1 2  Franks, Bailey, Guest 1993, p. 38.
5. 1 2 3  Franks, Bailey, Guest 1993, p. 217.
6. ↑   Jasta 28, su theaerodrome.com. URL consultato il 26 luglio 2015.
7. ↑  Franks, Bailey, Guest 1993, p. 48.
8. ↑   Pour le Mérite, su pourlemerite.org. URL consultato il 26 luglio 2015 (archiviato dall'url originale il 12 dicembre 2015).
9. 1 2 3   A secret aviation school, su airpages.ru. URL consultato il 26 luglio 2015.